# Чіпата (Сантандер)
Чіпата (ісп. Chipatá; в перекладі з мови чибча означає сільськогосподарські землі наших батьків) — місто й муніципалітет у колумбійській провінції Велес (департамент Сантандер).

## Географія
Місто розташовано за 227 км від адміністративного центру департаменту, міста Букараманґа, та за 237 км від столиці держави, Боготи. Муніципалітет межує з муніципалітетом Велес на півдні та заході, з муніципалітетом Ла-Пас — на півночі, з муніципалітетами Сан-Беніто, Ґуеспа та Барбоса — на сході.

## Історія
Територія сучасної Чіпати була одним із найпівнічніших регіонів, у яких проживали муїска, на кордоні з землями народу ґуане. Регіоном керував касік, що був незалежним правителем у складі Конфедерації Муїска.
Сучасна Чіпата стала першим поселенням, заснованим конкістадором Гонсало Хіменесом де Кесадою та його братом Ернаном 8 березня 1537 року.